# Aldo Simoncini
Aldo Junior Simoncini (San Marino, 30 augustus 1986) is een voetbaldoelman uit San Marino.

## Clubcarrière
Simoncini speelde sinds 2011 voor AC Cesena, dat hem begin 2012 verhuurde aan Valenzana Calcio. Nog datzelfde jaar keerde hij terug naar San Marino en sloot zich aan bij AC Libertas. Hij speelde eerder voor Modena FC, Valleverde Riccione, San Marino Calcio en AC Bellaria Igea Marina.

## Interlandcarrière
Sinds 2006 heeft Simoncini ruim veertig interlands in het San Marinees voetbalelftal achter zijn naam staan. Onder leiding van bondscoach Giampaolo Mazza maakte hij zijn debuut op 16 augustus 2006 in de vriendschappelijke thuiswedstrijd tegen Albanië (0–3), net als Davide Simoncini, Alberto Celli, Matteo Bugli en Giovanni Bonini. In zijn interlandcarrière werd Simonci veelvuldig gepasseerd: dertien keer door Duitsland op 6 september 2006, zeven keer door Slowakije op 6 juni 2009, achtmaal door verschillende landen, elf keer door Nederland op 2 september 2011, et cetera. In zijn 42e wedstrijd als doelman van San Marino behaalde hij voor het eerst een clean sheet: in het kwalificatietoernooi voor het Europees kampioenschap voetbal 2016 werd de thuiswedstrijd in november 2014 tegen Estland met 0–0 gelijkgespeeld.